# 1879 год
1879 (ты́сяча восемьсо́т се́мьдесят девя́тый) год  по григорианскому календарю — невисокосный год, начинающийся в среду. Это 1879 год нашей эры, 9‑й год 8‑го десятилетия XIX века 2‑го тысячелетия, 10‑й год 1870‑х годов. Он закончился 146 лет назад.
| Пн | Вт | Ср | Чт | Пт | Сб | Вс |
|    |    | 1  | 2  | 3  | 4  | 5  |
| 6  | 7  | 8  | 9  | 10 | 11 | 12 |
| 13 | 14 | 15 | 16 | 17 | 18 | 19 |
| 20 | 21 | 22 | 23 | 24 | 25 | 26 |
| 27 | 28 | 29 | 30 | 31 |    |    |

| Пн | Вт | Ср | Чт | Пт | Сб | Вс |
|    |    |    |    |    | 1  | 2  |
| 3  | 4  | 5  | 6  | 7  | 8  | 9  |
| 10 | 11 | 12 | 13 | 14 | 15 | 16 |
| 17 | 18 | 19 | 20 | 21 | 22 | 23 |
| 24 | 25 | 26 | 27 | 28 |    |    |

| Пн | Вт | Ср | Чт | Пт | Сб | Вс |
|    |    |    |    |    | 1  | 2  |
| 3  | 4  | 5  | 6  | 7  | 8  | 9  |
| 10 | 11 | 12 | 13 | 14 | 15 | 16 |
| 17 | 18 | 19 | 20 | 21 | 22 | 23 |
| 24 | 25 | 26 | 27 | 28 | 29 | 30 |
| 31 |    |    |    |    |    |    |

| Пн | Вт | Ср | Чт | Пт | Сб | Вс |
|    | 1  | 2  | 3  | 4  | 5  | 6  |
| 7  | 8  | 9  | 10 | 11 | 12 | 13 |
| 14 | 15 | 16 | 17 | 18 | 19 | 20 |
| 21 | 22 | 23 | 24 | 25 | 26 | 27 |
| 28 | 29 | 30 |    |    |    |    |

| Пн | Вт | Ср | Чт | Пт | Сб | Вс |
|    |    |    | 1  | 2  | 3  | 4  |
| 5  | 6  | 7  | 8  | 9  | 10 | 11 |
| 12 | 13 | 14 | 15 | 16 | 17 | 18 |
| 19 | 20 | 21 | 22 | 23 | 24 | 25 |
| 26 | 27 | 28 | 29 | 30 | 31 |    |

| Пн | Вт | Ср | Чт | Пт | Сб | Вс |
|    |    |    |    |    |    | 1  |
| 2  | 3  | 4  | 5  | 6  | 7  | 8  |
| 9  | 10 | 11 | 12 | 13 | 14 | 15 |
| 16 | 17 | 18 | 19 | 20 | 21 | 22 |
| 23 | 24 | 25 | 26 | 27 | 28 | 29 |
| 30 |    |    |    |    |    |    |

| Пн | Вт | Ср | Чт | Пт | Сб | Вс |
|    | 1  | 2  | 3  | 4  | 5  | 6  |
| 7  | 8  | 9  | 10 | 11 | 12 | 13 |
| 14 | 15 | 16 | 17 | 18 | 19 | 20 |
| 21 | 22 | 23 | 24 | 25 | 26 | 27 |
| 28 | 29 | 30 | 31 |    |    |    |

| Пн | Вт | Ср | Чт | Пт | Сб | Вс |
|    |    |    |    | 1  | 2  | 3  |
| 4  | 5  | 6  | 7  | 8  | 9  | 10 |
| 11 | 12 | 13 | 14 | 15 | 16 | 17 |
| 18 | 19 | 20 | 21 | 22 | 23 | 24 |
| 25 | 26 | 27 | 28 | 29 | 30 | 31 |

| Пн | Вт | Ср | Чт | Пт | Сб | Вс |
| 1  | 2  | 3  | 4  | 5  | 6  | 7  |
| 8  | 9  | 10 | 11 | 12 | 13 | 14 |
| 15 | 16 | 17 | 18 | 19 | 20 | 21 |
| 22 | 23 | 24 | 25 | 26 | 27 | 28 |
| 29 | 30 |    |    |    |    |    |

| Пн | Вт | Ср | Чт | Пт | Сб | Вс |
|    |    | 1  | 2  | 3  | 4  | 5  |
| 6  | 7  | 8  | 9  | 10 | 11 | 12 |
| 13 | 14 | 15 | 16 | 17 | 18 | 19 |
| 20 | 21 | 22 | 23 | 24 | 25 | 26 |
| 27 | 28 | 29 | 30 | 31 |    |    |

| Пн | Вт | Ср | Чт | Пт | Сб | Вс |
|    |    |    |    |    | 1  | 2  |
| 3  | 4  | 5  | 6  | 7  | 8  | 9  |
| 10 | 11 | 12 | 13 | 14 | 15 | 16 |
| 17 | 18 | 19 | 20 | 21 | 22 | 23 |
| 24 | 25 | 26 | 27 | 28 | 29 | 30 |

| Пн | Вт | Ср | Чт | Пт | Сб | Вс |
| 1  | 2  | 3  | 4  | 5  | 6  | 7  |
| 8  | 9  | 10 | 11 | 12 | 13 | 14 |
| 15 | 16 | 17 | 18 | 19 | 20 | 21 |
| 22 | 23 | 24 | 25 | 26 | 27 | 28 |
| 29 | 30 | 31 |    |    |    |    |

## События

### Январь
- 22—23 января — Сражение у Роркс-Дрифт — боевое столкновение зулусов и британцев, которое произошло во время англо-зулусской войны 1879 года.

### Февраль
- 8 февраля — в Константинополе послом Российской империи А. Б. Лобановым-Ростовским и министром иностранных дел Турции А. Каратеодори подписан Константинопольский договор, подтверждавший те условия Сан-Стефанского договора 1878 года, которые не были отменены или изменены Берлинским трактатом[1].
- 18 февраля — египетские офицеры под предводительством Латыфа Селима избили премьер-министра страны Погоса Нубара и министра финансов англичанина Риверса Вильсона[2].

### Март
- 9 марта — хедив Египта Исмаил-Паша отправил в отставку премьер-министра Погоса Нубара и назначил на его место своего сына Тауфика[3].

### Апрель
- 2 апреля — Покушение на императора Александра II. Террорист Александр Константинович Соловьёв 5 раз выстрелил в императора из револьвера, но промахнулся.
- 7 апреля — хедив Египта Исмаил-Паша объявил об отставке «европейского кабинета» и назначил премьер-министром Мухаммеда Шариф-пашу, лидера Национальной партии. На все министерские посты назначены египтяне[4].
- 25 апреля — В шесть часов вечера в Санкт-Петербурге на Литейном мосту зажглось электрическое освещение.
- 28 апреля — принятие Учредительным собранием в Тырнове Конституции Болгарии[5].

### Май
- 26 мая — Вторая англо-афганская война: в афганском селе Гандамак подписан англо-афганский договор, лишавший Афганистан внешнеполитической самостоятельности и передававший во владение Великобритании область Кандагара, а также территории Куррама, Сиби и Пишина[6].

### Июнь
- 22 июня — Большой пожар в Иркутске. В огне сгорело 105 каменных и 3438 деревянных строений, 11 церквей, библиотека Географического общества и музей.
- 26 июня — султан Османской империи под давлением Англии и Франции отстранил от власти хедива Египта Исмаила-пашу и назначил хедивом его сына Тауфика[4][7].
- 30 июня — в Республике Гаити парламентские дебаты переходят в уличные столкновения в Порт-о-Пренсе между сторонниками Либеральной и Национальной партий[8].

### Июль
- 17 июля — после восстановления в стране порядка подал в отставку президент Гаити Пьер Буарон-Каналь. Власть на три месяца перешла временному правительству генерала Жозефа Ламота[8].
- Июль — вышел в свет первый выпуск журнала «Сионская Сторожевая башня и вестник присутствия Христа», издаваемого Свидетелями Иеговы.

### Октябрь
- 3 октября — военный переворот в Республике Гаити. Временное правительство генерала Жозефа Ламота свергнуто, к власти пришёл генерал Ришельё Дюперваль, сформировавший новое временное правительство[9].
- 6 октября — Сражение при Чарасиабе (Вторая англо-афганская война).
- 7 октября — заключение Австро-Германского договора о совместной обороне против России[10][11].
- 21 октября — Американский изобретатель Томас Алва Эдисон испытывает свою первую лампу накаливания.
- 26 октября — президентом Гаити стал представитель Националистической партии Луи Этьен Фелисите Саломон[12].

### Без точных дат
- Островное государство Рюкю официально аннексировано Японской империей и преобразовано в префектуру Окинава.
- В Кабинет судебной идентификации поступил писарем Альфонс Бертильон.
- Юрист Джордж Селден получил патент на одноцилиндровый двигатель внутреннего сгорания.
- Первый разговор по проводам в России состоялся на линии Петербург — Малая Вишера.
- Декабрь — Между Новгородом и Крестцами состоялся первый телефонный разговор на территории Новгородской области.
- Американец, житель Айовы Эбнер Пилер изобрёл аэрограф. Устройство называлось «распределитель краски» и предназначалось для живописи акварелью и прочих проявлений изобразительного искусства.
- Американский физик Эдвин Герберт Холл открыл эффект, впоследствии названный его именем (эффект Холла).

## Родились
См. также: Категория:Родившиеся в 1879 году
- 8 января — Степан Васильченко, украинский писатель (ум. 1932).
- 18 января — Анри Жиро, французский военачальник, генерал (ум.1949).
- 19 января — Борис Савинков, революционер, террорист, российский политический деятель (один из лидеров партии эсеров, руководитель Боевой организации партии эсеров), писатель.
- 27 января — Павел Бажов, российский и советский писатель, фольклорист, публицист, журналист, автор «уральских сказов» (ум. 1950).
- 6 февраля — Педро Агирре Серда, президент Чили в 1938 — 1941 годах (ум. 1941).
- 12 февраля
  - Болеслав Балзукевич, польский скульптор (ум. 1935).
  - Елена Ивановна Рерих, философ, писатель, жена Н. К. Рериха (ум. 1955).
- 22 февраля — Йоханнес Брёнстед. Автор протонной теории кислот и оснований (предложил одновременно и независимо от Томаса Лоури), развивал теорию кислотно-основного катализа (ум. 1947).
- 25 февраля — Любимов Александр Михайлович (ум. 1955), русский советский художник и педагог.
- 14 марта — Альберт Эйнштейн, физик-теоретик, автор теории относительности, лауреат Нобелевской премии по физике (1921).
- 1 апреля — Илья Шатров, автор знаменитого вальса «На сопках Маньчжурии» (ум. 1952).
- 11 апреля — Йонас Билюнас, литовский писатель (ум. 1907).
- 22 апреля — Леонид Мандельштам, советский физик (ум. 1944).
- 26 апреля — Эрик Кэмпбелл (ум. 1917), комический актёр немого кино, знаменитый «Голиаф» Чаплина.
- 9 июля — Отторино Респиги, итальянский композитор (ум. 1938).
- 6 июля — Агриппина Ваганова, балерина, педагог (ум. 1951).
- 9 июля — Фридрих Адлер, один из лидеров австрийской социал-демократии и теоретиков австромарксизма (ум. 1960).
- 26 июля — Александр Васильевич Немитц, российский и советский флотоводец, командующий Морскими силами РСФСР, вице-адмирал (ум. 1967).
- 8 августа — Эмилиано Сапата, один из лидеров Мексиканской революции, национальный герой Мексики (убит в 1919).
- 25 августа — Александр Павлович Родзянко, генерал-лейтенант (1919), один из руководителей Белого движения на Северо-Западе России (ум. 1970).
- 6 сентября — Йозеф Вирт, политический и общественный деятель Германии, рейхсканцлер Германии в 1921—1922 годах (ум. 1956).
- 15 сентября — Джозеф Лайонс, австралийский государственный и политический деятель, премьер-министр Австралии в 1932 — 1939 годах (ум. 1939).
- 27 сентября — Сирил Скотт, английский композитор и писатель (ум. 1970).
- 7 ноября — Лев Троцкий, революционный, государственный и партийный деятель XX века, идеолог марксизма (ум. 1940).
- 21 декабря (по официальной версии) — Иосиф Сталин, советский политический, государственный, военный и партийный деятель, генералиссимус (ум. 1953).
- 30 декабря — Рамана Махарши, индийский религиозный деятель и философ (ум. 1950).

## Скончались
См. также: Категория:Умершие в 1879 году
- 25 февраля — Александр Барятинский, генерал-фельдмаршал, генерал-адъютант, князь, герой Кавказской войны (род. 1815).
- 10 марта — Василий Садовников, русский художник (род. 1800).
- 3 марта — Уильям Хоувит (род. 1792) — английский писатель и историк.
- 13 марта — Адольф Андерсен, один из крупнейших мастеров комбинационной игры в истории шахмат (род. 1818).
- 1 мая — Степан Елисеев, один из богатейших негоциантов столицы, представитель крупнейшей торговой фирмы «Братья Елисеевы» (род. 1806).
- 11 мая — Гоба, Самуэль, религиозный деятель, протестантский епископ в Иерусалиме (род. 1799).
- 7 мая — Шарль де Костер, бельгийский писатель.
- 27 мая — Анна Керн, возлюбленная А. С. Пушкина (род. 1800).
- 24 июня — Жан Жозеф Огюстен Эрнест Фэвр, французский врач, физиолог и педагог; доктор медицины, президент Лионской академии наук[фр.][13] (род. 1827).
- 16 октября — Сергей Соловьёв, русский историк (род. 1820).
- 5 ноября — Джеймс Клерк Максвелл, английский физик (род. 1831).
- 7 декабря — Йоун Сигурдссон, исландский учёный, руководитель национально-освободительного движения (род. 1811).